# اتحادیه بهندرکوت
اتحادیه بهندرکوت (به لاتین: Bhandarkot Union) یک منطقهٔ مسکونی در بنگلادش است که در Batiaghata Upazila واقع شده‌است.